# Jardines de Villa Amelia
Los jardines de Villa Amelia (en catalán: Jardins de Vil·la Amèlia) se encuentran en el Distrito de Sarrià-Sant Gervasi de Barcelona. Fueron creados en 1970 con un proyecto de Joaquim Casamor, director de Parques y jardines de Barcelona. Estos jardines se encuentran contiguos a los de Villa Cecilia.

## Descripción

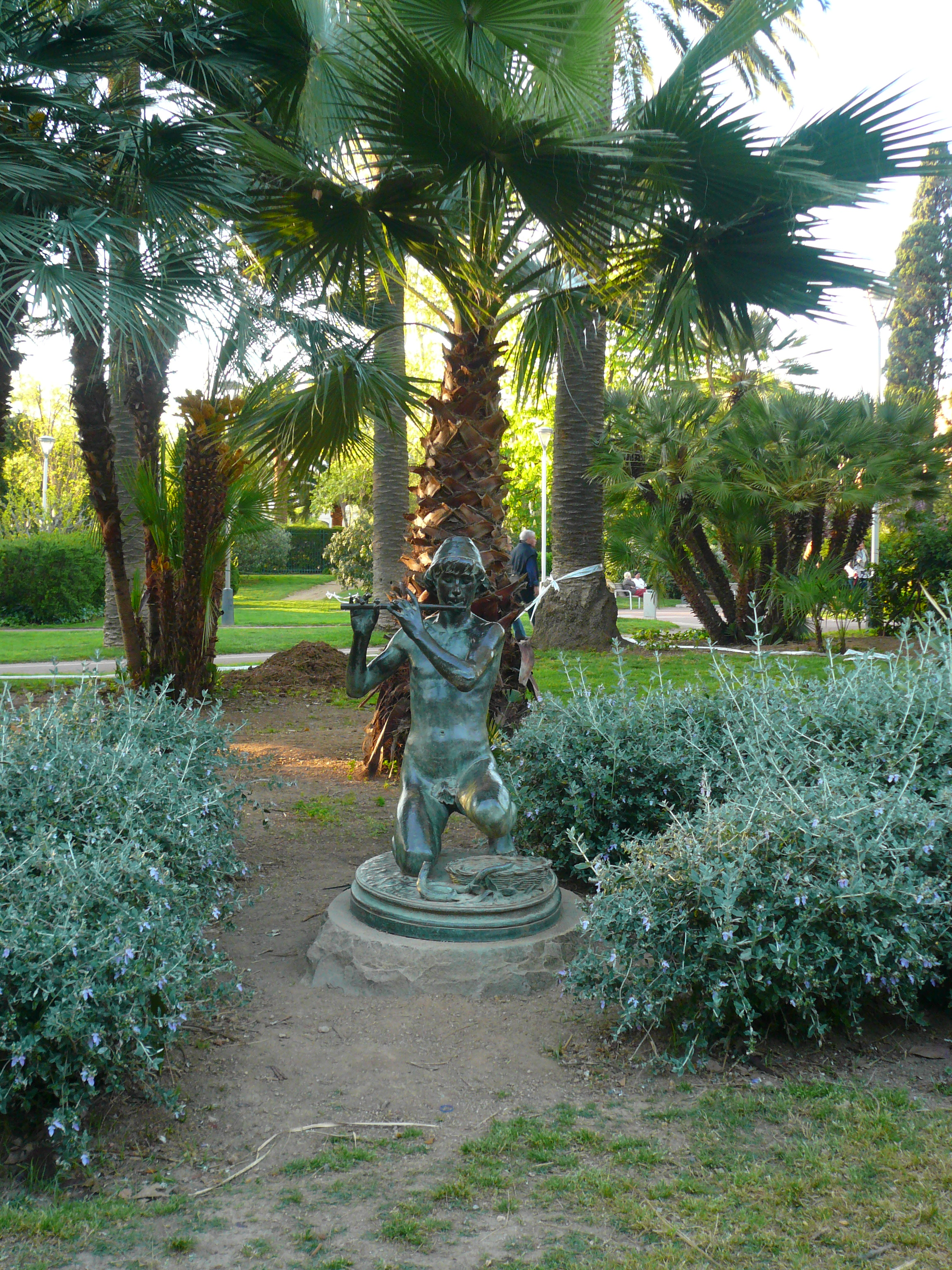
El encantador de serpientes, de Jules Anthone, 1887.

En este terreno se encontraba antiguamente la Quinta Amelia, una parte de la finca de la familia Girona, que fue expropiada en 1969. El nombre proviene de Amelia de Vilanova, esposa de Ignasi Girona. Se procedió entonces a una remodelación a cargo de Joaquim Casamor, que respetó el trazado sinuoso de los caminos y la forma de los parterres. El punto neurálgico del parque es un estanque circular, en cuyo centro hay una isleta con la escultura Dríade, de Ricard Sala. Al lado del estanque hay un promontorio que hace de mirador —antiguamente era una cascada—, rodeado de cipreses. De las especies vegetales conviene destacar varios árboles centenarios, como un eucalipto que forma parte del Catálogo de Árboles de Interés Local de Barcelona. Junto a un paseo de palmeras washingtonias se encuentra la estatua El encantador de serpientes, de Jules Anthone (1887), comprada por el Ayuntamiento en la Exposición de Bellas Artes de 1898. Había desde la inauguración del parque otra estatua, Bañándose, un desnudo femenino de Jaume Martrús, que fue retirada tras sufrir un acto vandálico. Hay también una colina de tierra con añejos pinos blancos, y un área de juegos infantiles bordeada de árboles del amor.

## Vegetación

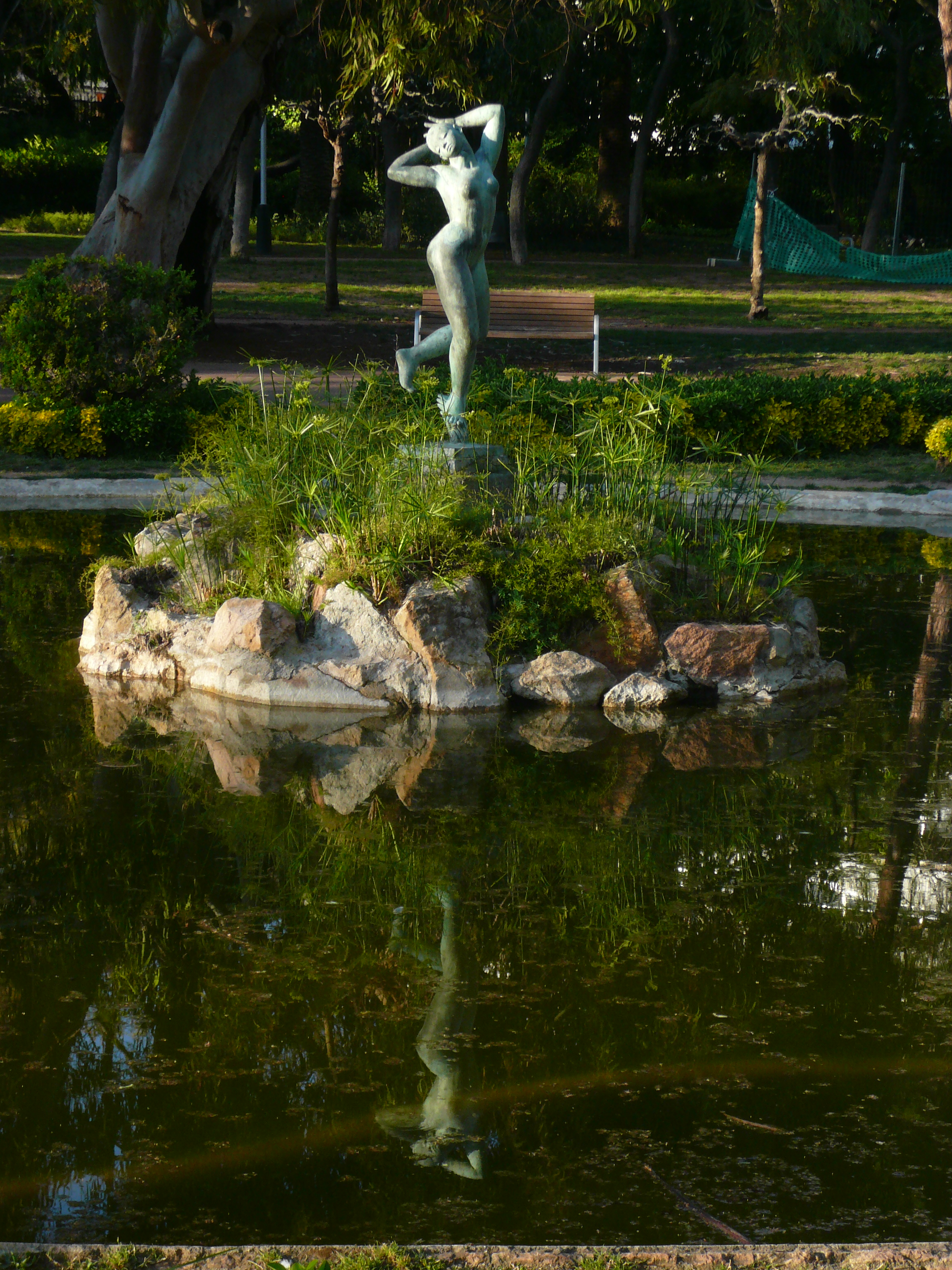
Dríade, de Ricard Sala, 1970.

Entre las especies presentes en el parque se hallan: la acacia del Japón (Sophora japonica "pendula"), el tilo (Tilia X europaea y Tilia tomentosa), el cedro (Cedrus libani, Cedrus atlantica y Cedrus deodara), el ciprés (Cupressus glabra, Cupressus macrocarpa y Cupressus sempervirens), la jacaranda (Jacaranda mimosifolia), la tipuana (Tipuana tipu), el árbol del amor (Cercis siliquastrum), la magnolia (Magnolia grandiflora), la encina (Quercus ilex), el pino piñonero y pino carrasco (Pinus pinea y Pinus halepensis), el palmito (Chamaerops humilis), el plátano (Platanus x hispanica), el eucalipto (Eucalyptus globulus), el pimentero falso (Schinus molle) y la palmera de Canarias (Phoenix canariensis).